# Монастирський Аркадій Ілліч
Арка́дій Іллі́ч Монасти́рський (27 березня 1961, Київ, Українська РСР, СРСР — 15 жовтня 2017, Київ, Україна) — український громадський діяч. Президент Єврейського форуму України, голова Правління Єврейського фонду України, голова Громадської ради при Міністерстві освіти і науки України. Один із засновників громадського руху за відродження єврейської культури в Україні.
Був послом світу Світової ради миру.

## Біографія
Батько — Монастирський Ілля Ісаєвич, художник-оформлювач. Народився в місті Балта в 1912 році. До 1929 року жив в Одесі, а з 1930 — в Києві. Під час війни служив в 17 авіаармії, в 1943 році став інвалідом війни. Його перша сім'я загинула 29 вересня 1941 року в Бабиному Яру.
Мати — Ейдельзон Маня Аронівна (1922 року народження). Народилася у м. Коростень Житомирської області, з 1931 року проживала в Києві, працювала бухгалтером-економістом.
З 1967 по 1974 рік Аркадій Монастирський навчався в середній школі № 57 міста Києва.
У 1977 році вступив до Київського інституту народного господарства імені Коротченка (нині Національний економічний університет ім. Гетьмана), який успішно закінчив у 1981 році.
З 1981 по 1990 рік працював економістом в Київському інституті типового проектування Держбуду СРСР.
У 1989 році активно включається в єврейську громадську діяльність. Брав участь у створенні першого офіційного Київського товариства єврейської культури разом з Іллею Левітасом.
У 1990 році був обраний заступником голови Київського товариства єврейської культури, а в 1991 році — заступником Голови Товариства єврейської культури України.
У 1992 році на Першому конгресі євреїв України був обраний заступником голови Єврейської ради України.
У 1997 році спільно з Олександром Фельдманом створює Єврейський фонд України, де стає спочатку Генеральним директором, а потім головою Правління Єврейського фонду України.
У 2008 році обирається Президентом Єврейського форуму України.
В останні роки багато працював в галузі освіти, культури, займався правозахисною діяльністю.
У 2013 році увійшов до складу Асамблеї національностей України.
У 2015 році Указом Президента України Петра Порошенка про 75-річчя трагедії Бабиного Яру Аркадій Монастирський був включений до складу Державного комітету з увічнення пам'яті про трагедію Бабиного Яру, ставши активним учасником роботи Оргкомітету.
У 2016 році організував і провів Всеукраїнську акцію «Шість мільйонів сердець», присвячену Міжнародному дню пам'яті жертв Голокосту; літературно-просвітницьку акцію «Згадуючи Шолом-Алейхема», присвячену 100-річчю від дня смерті письменника; XIX Міжнародний театральний фестиваль «Блукаючі зірки» і низку семінарів з вивчення культури і мови ідиш «Перлини мови ідиш».
Помер 15 жовтня 2017 року.

## Нагороди та відзнаки
- Нагорода «За внесок в розвиток культури» Міністерство культури України
- Почесний знак «За міжконфесійний мир і злагоду в Україні» Державний комітет України у справах національностей та релігій.